# Apache Roller
Roller Weblogger o Apache Roller es un servidor Open Source basado en Java, con todas las funciones típicas, multi-blog, multi-usuario, de weblogs grandes y pequeñas (" a full-featured, multi-user and group-blog server suitable for blog sites large and small"). Roller fue originalmente escrito por Dave Johnson en 2002 para un artículo de revista sobre herramientas de desarrollo de código abierto, pero llegó a ser popular en FreeRoller.net (ahora JRoller.com) y fue más tarde elegido para gestionar los blogs de empleados en Sun Microsystems, Inc. e IBM developerWorks. El 23 de abril de 2007, el proyecto Roller salió de la incubadora Apache de la Apache Software Foundation, convirtiéndose en proyecto oficial de dicha fundación, y fue liberada la versión 3.1 versión, la primera oficial.